# Витални капацитет плућа
Витални капацитет плућа (VC) је максимална количина ваздуха у литрима, коју човек може издахнути из плућа после максималног удаха. Код просечне здраве особе VC је између 3 и 5 литара и зависи од старости, пола, висине, телесне масе и етничке припадности. Колико ваздуха плућа могу да приме тј витални капацитет, може се одредити мерењем. Приликом мерења мора се узети у обзир; нормални дисајни волумен, допунска количина ваздуха до краја дубоког удаха и количина ваздуха до краја дубоког издаха. Одрастао здрав мушкарац има витални капацитет који износи нешто мало више од 4 литра ваздуха, док је витални капацитет жене око 3 литра.
Витални капацитет плућа повећан је код особа које се интензивно баве физичким активностима, а снижен код болесника са тзв. рестриктивним поремећајима вентилације који су основни дијагностички показатељи; болести или стања која смањују дисајну површину плућа или смањују растегљивост плућног ткива, односно зида грудног коша или дијафрагме - неке професионалне болести плућа, плућна туберкулоза, одстрањење дела плућа (након зрачења, операција тумора и повреда грудног коша), разарања плућних алвеола након баротрауме, код емфизема, гојазности итд.

## Мерење и израчунавање VC
Обнављање ваздуха у плућима представља вентилацију плућа или спољашње дисање. Током мирног спољашњег дисања човек удахне и издахне око 0,5 литара ваздуха и то представља дисајни волумен (VT). Ширећи грудни кош, појачаним напором човек може да се удахне још око три литре ваздуха, и то представља резервни инспираторни (удисајни) волумен (IRV). Напињањем трбушних и унутрашњих међуребарних мишића, после нормалног удисаја здрава особа може да издахне око 1,2 литара ваздуха што представља резервни експираторни (издисајни) волумен (ERV).
Колико ваздуха плућа могу да приме приликом спољашњег дисања може да се измери спирометријом. Да би измерили витални капацитет плућа, морамо да узмемо у обзир нормално дисање, затим допунску количину ваздуха до краја дубоког удаха и количину ваздуха до краја дубоког издаха. Збир ова три волумена, представља витални капацитет плућа (VC). У пулмологији се, након уноса измерених вредности спирометријом у ниже наведени образац може израчунати витални капацитет:
VC = IRV + VT + ERV
у коме је:
VC — витални капацитет плућа
IRV — инспираторни (удисајни) резервни волумен – снажан удах након нормалног удаха,
VT — тидал волумен – један удах или издах током респираторног циклуса.
ERV— експираторни (из дисајни) резервни волумен – снажан издах након нормалног издаха.

### Формула за израчунавање VC према полу, годинама старости и висини
Витални капацитет, који је различит међу половима, мења са годинама старости и телесном висином. Имајући у обзир ове чињенице, применом доле наведене формуле може се израчунати витални капацитет код мушкараца и жена:
{\displaystyle {\begin{aligned}vc_{female}=(21.78-0.101a)\cdot h\\vc_{male}=(27.63-0.112a)\cdot h\\\end{aligned}}}

При чему је {\displaystyle VC} (приближни витални капацитет у cm3) једнак; производу ({\displaystyle a}) старости у годинама и ({\displaystyle h}) висини у cm.

### Просечне вредности VC за мушкарце према годинама старости и висини[3][4]
| Године старости         | 15–25 | 25–35 | 35–45 | 45–55 | 55–65 |
| Витални капацитет (cm3) | 3425  | 3500  | 3225  | 3050  | 2850  |

| Висина                  | 150–155 cm | 155–160 cm | 160–165 cm | 165–170 cm | 170–175 cm | 175–180 cm |
| Витални капацитет (cm3) | 2900       | 3150       | 3400       | 3720       | 3950       | 4300       |